# Witali Nikolajewitsch Titow
Witali Nikolajewitsch Titow (russisch Виталий Николаевич Титов; * 24. Junijul. / 7. Juli 1907greg. in Stari Virki, Gouvernement Kursk, Russisches Kaiserreich; † 9. September 1980 in Moskau) war ein sowjetischer Politiker der Kommunistischen Partei der Sowjetunion (KPdSU), der unter anderem zwischen 1962 und 1965 Mitglied des Sekretariats des Zentralkomitees (ZK) der KPdSU sowie im Anschluss von 1965 bis 1971 Zweiter Sekretär des ZK der Kommunistischen Partei der Kasachischen Sozialistischen Sowjetrepublik war.

## Leben
Witali Nikolajewitsch Titow, der aus einer Bauernfamilie stammte, war nach dem Schulbesuch zwischen 1923 und 1930 als Arbeiter tätig und begann daraufhin ein Studium am Institut für Bauingenieurwesen in Charkiw, der heutigen Nationalen Universität für Bauwesen und Architektur Charkiw. Nachdem er sein Studium 1935 als Bauingenieur abgeschlossen hatte, war er von 1936 bis 1944 als Lehrer tätig. 1938 wurde er Mitglied der der Kommunistischen Partei der Sowjetunion (KPdSU) und 1940 Kandidat der technischen Wissenschaften (кандидат наук). Er begann 1944 seine berufliche Tätigkeit in der Parteiverwaltung der Kommunistischen Partei der Ukrainischen Sozialistischen Sowjetrepublik und war zwischen 1947 und 1950 Zweiter Sekretär des KP-Stadtkomitees von Charkow. Danach wurde er 1950 zunächst Zweiter Sekretär des KP-Regionalkomitees der Oblast Charkiw sowie im August 1953 als Nachfolger von Nikolai Wiktorowitsch Podgorny Erster Sekretär des KP-Regionalkomitees der Oblast Charkiw. Er bekleidete diese Funktion bis zum 2. März 1961 und wurde daraufhin von Nikolai Alexandrowitsch Sobol abgelöst. Während dieser Zeit wurde er 1954 auch Deputierter des Obersten Sowjet der UdSSR, dem er von der vierten bis zur neunten Periode 1979 angehörte. Auf dem XX. Parteitag der KPdSU (14. bis zum 25. Februar 1956) wurde er erstmals Mitglied des Zentralkomitees (ZK) und gehörte diesem Parteigremium bis zu seinem Tode an.
Im Februar 1961 übernahm Titow als Nachfolger von Wiktor Michailowitsch Tschurajew die Funktion als Leiter der ZK-Abteilung der Parteiorgane und behielt diese Funktion bis zu seiner Ablösung durch Iwan Wassiljewitsch Kapitonow 1965. Zugleich wurde er während eines ZK-Plenums am 23. November 1962 auch Mitglied des Sekretariats des ZK der KPdSU und gehörte diesem Führungsgremium der Partei nach seiner Bestätigung auf einem ZK-Plenum am 14. Oktober 1964 bis zum 29. September 1965 an.
Noch vor seinem Ausscheiden aus dem ZK-Sekretariat übernahm Witali Titow am 5. April 1965 das Amt als Zweiter Sekretär des Zentralkomitees der
Kommunistischen Partei der Kasachischen Sozialistischen Sowjetrepublik und behielt dieses bis zum 24. Februar 1971, woraufhin Walentin Karpowitsch Mesjaz seine Nachfolge antrat. Er selbst wurde im Januar 1971 Erster Stellvertreter des Ständigen Vertreters der UdSSR beim Rat für gegenseitige Wirtschaftshilfe (RGW) und behielt diese Funktion bis zu seinem Tode. Für seine Verdienste wurde er mehrfach ausgezeichnet und erhielt unter anderem drei Mal den Leninorden, den Orden der Oktoberrevolution, den Orden des Roten Banners der Arbeit sowie das Ehrenzeichen der Sowjetunion.